# Equilíbrio termodinâmico
A existência de estados de equilíbrio termodinâmico é um postulado axiomático e fundamental da termodinâmica. Além disso, é descrito por um número pequeno de grandezas físicas e suas propriedades são funções do próprio estado, ou seja, independem de como ele foi atingido.
Seja A um corpo de temperatura TA e o B um corpo de temperatura TB isolados um do outro e de sua vizinhança, ao se colocar o corpo A e o corpo B em contato térmico, ou seja, permitir que haja transferência de calor entre A e B, o sistema formado pelos corpos tenderá a uma mesma temperatura intermediária. Quando esta temperatura é atingida e as propriedades macroscópicas do sistema param de mudar dizemos que os dois sistemas atingiram equilíbrio térmico, mas não termodinâmico.
O equilíbrio de termodinâmico depende não apenas do equilíbrio térmico mas também outras formas de equilíbrio, de acordo com a natureza do sistema analisado. Um sistema mecânico, por exemplo, além do equilíbrio térmico precisa estar em equilíbrio mecânico, pois se houver transformação de energia de uma forma para outra ou realização de trabalho, não haverá equilíbrio térmico.
Ou seja, em sistemas não-equilíbrio, existem fluxos líquidos de matéria ou energia, ou mudanças de fase ocorrem.

## Visão geral
A termodinâmica clássica lida com estados de equilíbrio dinâmico. O estado de um sistema em equilíbrio termodinâmico é aquele para o qual algum potencial termodinâmico é minimizado, ou para o qual a entropia (S) é maximizada, para as condições especificadas. Um dos potenciais supracitados é a energia livre de Helmholtz (F) - grandeza que mede a parcela de energia interna de um sistema que pode ser utilizada na forma de trabalho - para um sistema com temperatura constante controlada e volume controlado:
{\displaystyle F=U-TS.}
Outro potencial, a energia livre de Gibbs (G) - grandeza que mede a energia total em um sistema termodinâmico disponível para execução de trabalho - é minimizada no equilíbrio termodinâmico, em um sistema com temperatura constante e pressão controladas:
{\displaystyle G=U-TS+PV}
Onde,
F = energia livre de Helmholtz
S = entropia
G = energia livre de Gibbs
T = temperatura termodinâmica absoluta,
P = pressão do sistema
V = volume do sistema
U = energia interna do sistema.
O equilíbrio termodinâmico é o único estado estável estacionário que se aproxima, ou eventualmente é atingido, com o sistema interagindo com o seu ambiente ao longo de um grande período de tempo. Os potenciais mencionados acima são matematicamente calculados para serem as quantidades termodinâmicas que são minimizadas nas condições particulares nas redondezas especificadas.

## Condição de equilíbrio termodinâmico

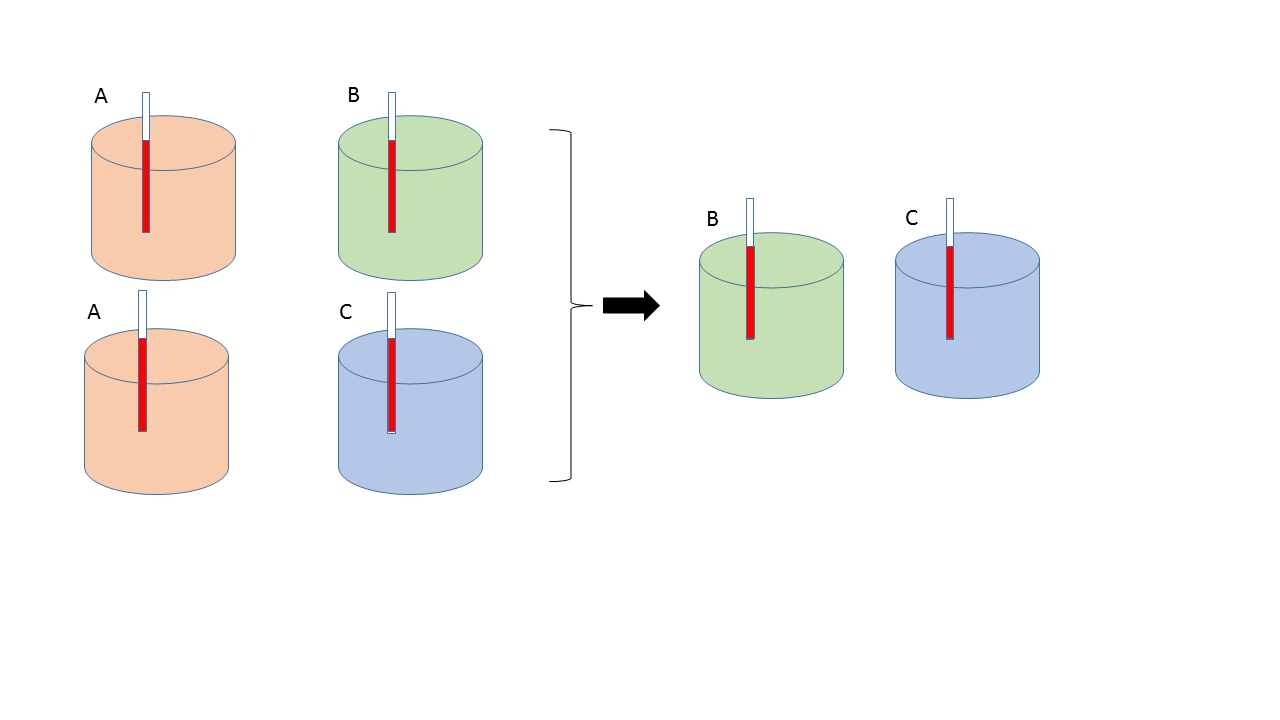
Representação esquemática do equilíbrio térmico: se A está em equilíbrio com B e A também está em equilíbrio térmico com C, podemos concluir que B está em equilíbrio térmico com C.

O sistema deve obrigatoriamente estar em equilíbrio químico, mecânico, radiativo e térmico simultaneamente, pois qualquer desequilíbrio em algum desses aspectos implica um fluxo de matéria ou energia. 
- O equilíbrio térmico implica que todas as partes de um sistema ou todos os sistemas, tenham a mesma temperatura; não há qualquer calor entre as partes ou sistemas mesmo quando separados por fronteiras diatérmicas (que permitem a existência de calor).[1][2][4]

- O equilíbrio químico, esse atingido quando todas as reações químicas no sistema se completaram ou atingiram o correspondente ponto de equilíbrio dinâmico, de forma que nenhuma mudança estequiométrica possa mais ser macroscopicamente mensurada no sistema.[5]

- O equilíbrio físico do sistema, ou de forma mais precisa, o equilíbrio mecânico do sistema, é atingido quando todas as partes encontram-se sujeitas à mesma pressão, de forma que nenhuma mudança de natureza cinemática é passível de ser observada no sistema em tal estado.[1] Um exemplo é um sistema formado por dois gases diferentes em uma caixa rígida separados por uma parede móvel. O sistema só estará em equilíbrio mecânico quando a mesma pressão estiver sendo aplicada dos dois lados da parede, implicando assim sua ausência de movimento. Tem-se também o equilíbrio físico no que diz respeito às fases da matéria(s) presente(s). Nele os potenciais químicos de cada componente, em cada uma das fases onde se encontra presente, igualam-se, e não há fluxo de matéria atrelado à mudanças de fase observável pois para uma mudança de fase, mesmo que haja um equilíbrio térmico, há a necessidade de fluxo de calor ou na realização de trabalho através da variação do volume e pressão, o que implica a condição de não-equilíbrio do sistema. Além disso, as forças devem estar em equilíbrio e a resultante de forças externas, nula. [6][7]

- O equilíbrio radiativo é atingido desde que não haja a emissão de energia na forma de radiação. Caso haja essa emissão há fluxo de energia, mudança na energia interna e na massa do sistema e, por conseguinte, o sistema não está em equilíbrio termodinâmico.

### Comportamento do sistema e de seus potenciais termodinâmicos
- Para um sistema completamente isolado a entropia (S) é a máxima possível no estado de equilíbrio termodinâmico, e ΔS < 0 para qualquer mudança interna a partir desse estado uma vez mantido o sistema isolado, de acordo com a
- Para um sistema com massa fixa a temperatura constante a energia livre de Helmholtz (F) é a mínima possível, e ΔF > 0 para qualquer transformação isotérmica do sistema partindo do estado de equilíbrio termodinâmico.
- Para um sistema com massa fixa a pressão constante a entalpia (H) é a mínima possível, e ΔH > 0 para qualquer transformação isobárica do sistema partindo do estado de equilíbrio termodinâmico.
- Para um sistema com massa fixa a temperatura e pressão constantes a energia livre de Gibbs (G) é a mínima possível, e ΔG > 0 para qualquer transformação simultaneamente isotérmica e isobárica partindo do estado de equilíbrio termodinâmico.[3]

### Princípio da máxima entropia
Considerando um sistema isolado composto por vários corpos, pensemos em dois estados diferentes. Em um estado os corpos estão separados e em equilíbrio termodinâmico a temperatura e pressão definidas. A separação entre eles se dá pela existência de um ou mais vínculos, como por exemplo, uma parede rígida (um vínculo mecânico) ou uma parede adiabática (um vínculo térmico). Esse estado é chamado como equilíbrio vinculado. No segundo estado os vínculos estão ausentes e os corpos estão em contato direto (térmico e mecânico) e formam um sistema em equilíbrio irrestrito, todos a uma mesma temperatura e uma mesma pressão.
Suponha que este sistema sofra um processo termodinâmico que o leve de equilíbrio vinculado a equilíbrio irrestrito, ou seja, que a energia permaneça constate e o que se realiza é apenas a retirada dos vínculos, colocando os corpos em contato térmico e mecânico. Sob estas condições, o princípio da máxima entropia garante que a soma das entropias dos corpos cresce ou permanece constante. A entropia do estado de equilíbrio restrito é maior ou igual a do estado de equilíbrio vinculado, desde que esses dois estados tenham a mesma energia.

### Princípio da mínima energia
Considerando o mesmo processo descrito acima, que um conjunto de corpos sofra um um processo termodinâmico que o leve de equilíbrio vinculado ao equilíbrio irrestrito. Entretanto, o processo agora se dará de maneira tal que a entropia total seja mantida constante. Para que isso aconteça a energia total não pode ser constante. De acordo com o princípio da mínima energia, a energia total deverá diminuir ou permanecer. Em outras palavras, a energia total do equilíbrio irrestrito é menor ou igual àquela do estado de equilíbrio vinculado, desde que esses estados tenham a mesma entropia.

### Equilíbrio local e global
Em termodinâmica, as trocas dentro de um sistema e as trocas entre o sistema e o lado de fora são controladas por parâmetros intensivos. Por exemplo, a temperatura controla trocas de calor. Equilíbrio termodinâmico global (GTE) significa que os parâmetros intensivos são homogêneos por todo o sistema, enquanto equilíbrio termodinâmico local (LTE) significa que os parâmetros intensivos são diferentes no espaço e no tempo, mas estão variando tão lentamente que, para qualquer ponto, pode-se assumir equilíbrio termodinâmico em alguma vizinhança sobre esse ponto.
É importante notar que o equilíbrio local pode ser aplicado apenas a um certo subconjunto de partículas no sistema. Por exemplo, o LTE é normalmente aplicado apenas às partículas de massa. Em um gás radiante, os fótons emitidos e absorvidos por um gás não precisam estar em equilíbrio termodinâmico com as partículas de gás, de modo a existir LTE.
Como um exemplo, LTE existirá em um copo de água que contém um cubo de gelo fundente. A temperatura no interior do vidro pode ser definido, em qualquer ponto, mas é mais fria próxima ao cubo de gelo do que longe dele. Se as energias das moléculas localizadas perto de um dado ponto são observados, serão distribuídas de acordo com a distribuição de Maxwell-Boltzmann para uma determinada temperatura.
Equilíbrio termodinâmico local não exige estacionaridade local ou global. Em outras palavras, cada pequena localidade não precisam de ter uma temperatura constante. No entanto, ele não exige que cada mudança pequena seja devagar o suficiente para praticamente sustentar sua distribuição de Maxwell-Boltzmann local de velocidades moleculares. Um estado não-equilíbrio global pode ser estavelmente ao estacionário somente se for mantido pelo intercâmbio entre o sistema e o lado de fora. Por exemplo, um estado estacionário globalmente de forma estável pode ser mantida no interior do copo de água por adição contínua de gelo finamente pulverizado em que, a fim de compensar a fusão, e de forma contínua a drenagem para fora da água de degelo. Fenômenos de transporte são processos que levam um sistema de local para equilíbrio termodinâmico global. Voltando ao nosso exemplo, a difusão de calor vai levar nosso copo de água em direção ao equilíbrio termodinâmico global, um estado em que a temperatura do vidro é completamente homogêneo.